# Chopyeongdo
Chopyeongdo (koreanska: 초평도) är en ö i Sydkorea.   Den ligger i provinsen Gyeonggi, i den nordvästra delen av landet, 40 km norr om huvudstaden Seoul.